# Communauté de communes du Pays de Mormal et Maroilles
La communauté de communes du Pays de Mormal et Maroilles (2C2M)  est une ancienne communauté de communes française, située dans le département du Nord et la région Nord-Pas-de-Calais, arrondissement d'Avesnes-sur-Helpe. 

## Historique
Le 1er janvier 2014, elle fusionne avec la  communauté de communes du Quercitain et la communauté de communes du Bavaisis pour former la nouvelle communauté de communes du Pays de Mormal (CCPM).

## Territoire communautaire

### Composition
La communauté de communes du Pays de Mormal et Maroilles regroupait 10 communes.
| Code INSEE | Commune             | Maire               | Population  | Superficie | Délégués |
| ---------- | ------------------- | ------------------- | ----------- | ---------- | -------- |
| 59099      | Bousies             | André Ducarne       | 1 683 hab.  | 988 ha     | nc       |
| 59164      | Croix-Caluyau       | Élisabeth Pruvot    | 213 hab.    | 401 ha     | nc       |
| 59223      | Le Favril           | Daniel Laurent      | 403 hab.    | 1 149 ha   | nc       |
| 59242      | Fontaine-au-Bois    | Jean-Pierre Abraham | 654 hab.    | 768 ha     | nc       |
| 59246      | Forest-en-Cambrésis | Maurice Saniez      | 541 hab.    | 887 ha     | nc       |
| 59331      | Landrecies          | Didier Leblond      | 3 858 hab.  | 2 170 ha   | nc       |
| 59353      | Locquignol          | Jean-Claude Bonnin  | 340 hab.    | 9 755 ha   | nc       |
| 59384      | Maroilles           | Jean-Marie Sculfort | 1 384 hab.  | 2 213 ha   | nc       |
| 59472      | Preux-au-Bois       | Jacques Ruffin      | 807 hab.    | 399 ha     | nc       |
| 59503      | Robersart           | André Jacquinet     | 170 hab.    | 233 ha     | nc       |
| Totaux     | 10 communes         | 10 communes         | 10 018 hab. | 18 963 ha  | 43       |

### Démographie
Comparaison des pyramides des âges de la Communauté de communes du Pays de Mormal et Maroilles et du département du Nord en 2006
| Hommes | Classe d’âge   | Femmes |
| ------ | -------------- | ------ |
| 0,1    | 90 ans et plus | 0,9    |
| 6      | 75 à 89 ans    | 10     |
| 12,7   | 60 à 74 ans    | 13,9   |
| 21,7   | 45 à 59 ans    | 20,7   |
| 21     | 30 à 44 ans    | 19,7   |
| 18,2   | 15 à 29 ans    | 16,7   |
| 20,3   | 0 à 14 ans     | 18     |

| Hommes | Classe d’âge   | Femmes |
| ------ | -------------- | ------ |
| 0,2    | 90 ans et plus | 0,8    |
| 4,3    | 75 à 89 ans    | 7,9    |
| 10,3   | 60 à 74 ans    | 11,9   |
| 19,7   | 45 à 59 ans    | 19,4   |
| 21,1   | 30 à 44 ans    | 20,1   |
| 22,6   | 15 à 29 ans    | 21     |
| 21,6   | 0 à 14 ans     | 19     |

## Administration

### Liste des présidents
| Période                                  | Période          | Identité      | Étiquette | Qualité |
| ---------------------------------------- | ---------------- | ------------- | --------- | --- |
| Les données manquantes sont à compléter. |                  |               |           | |
| 2001                                     | 31 décembre 2013 | André Ducarne | UMP       | Maire de Bousies (1989 → ) Conseiller général de Landrecies (1992 → 2011) Vice-président de la communauté de communes du Pays de Mormal (2014 → ) |

### Compétences
Aménagement du territoire, développement économique, environnement.